# Jákfalva
Jákfalva este un sat în districtul Putnok, județul Borsod-Abaúj-Zemplén, Ungaria, având o populație de 560 de locuitori (2011). 

## Demografie
Componența etnică a satului Jákfalva
     Maghiari (78,88%)
     Romi (21,12%)
Componența confesională a satului Jákfalva
     Romano-catolici (40,36%)
     Reformați (24,82%)
     Fără religie (4,82%)
     Greco-catolici (1,96%)
     Luterani (1,96%)
     Necunoscută (26,07%)
     Alte religii (3,04%)
Conform recensământului din 2011, satul Jákfalva avea 560 de locuitori. Din punct de vedere etnic, majoritatea locuitorilor (78,88%) erau maghiari, cu o minoritate de romi (21,12%). Nu există o religie majoritară, locuitorii fiind romano-catolici (40,36%), reformați (24,82%), persoane fără religie (4,82%), luterani (1,96%) și greco-catolici (1,96%). Pentru 26,07% din locuitori nu este cunoscută apartenența confesională.